# Барнард (Канзас)
Барнард (англ. Barnard) — місто (англ. city) в США, в окрузі Лінкольн штату Канзас. Населення — 64 особи (2020).

## Географія
Барнард розташований за координатами 39°11′21″ пн. ш. 98°2′40″ зх. д. / 39.18917° пн. ш. 98.04444° зх. д. (39.189194, -98.044328).  За даними Бюро перепису населення США в 2010 році місто мало площу 0,58 км², уся площа — суходіл.

## Демографія
Згідно з переписом 2010 року, у місті мешкало 70 осіб у 43 домогосподарствах у складі 16 родин. Густота населення становила 120 осіб/км².  Було 71 помешкання (122/км²).
Расовий склад населення:
| - 100,0 % — білих |

До двох чи більше рас належало 0,0 %. Частка іспаномовних становила 0,0 % від усіх жителів.
За віковим діапазоном населення розподілялося таким чином: 10,0 % — особи молодші 18 років, 71,4 % — особи у віці 18—64 років, 18,6 % — особи у віці 65 років та старші. Медіана віку мешканця становила 49,3 року. На 100 осіб жіночої статі у місті припадало 150,0 чоловіків;  на 100 жінок у віці від 18 років та старших — 142,3 чоловіків також старших 18 років.
Середній дохід на одне домашнє господарство  становив 40 200 доларів США (медіана — 35 000), а середній дохід на одну сім'ю — 61 938 доларів (медіана — 65 417). Медіана доходів становила 46 250 доларів для чоловіків та 21 250 доларів для жінок. За межею бідності перебувало 18,5 % осіб, у тому числі 100,0 % дітей у віці до 18 років та 0,0 % осіб у віці 65 років та старших.
Цивільне працевлаштоване населення становило 34 особи. Основні галузі зайнятості: освіта, охорона здоров'я та соціальна допомога — 23,5 %, науковці, спеціалісти, менеджери — 17,6 %, сільське господарство, лісництво, риболовля — 17,6 %.